# Marigny-Brizay
Marigny-Brizay foi uma comuna francesa na região administrativa da Nova Aquitânia, no departamento de Vienne. Estendia-se por uma área de 20,81 km². Em 2010 a comuna tinha 1 173 habitantes (densidade: 56,4 hab./km²).
Em 1 de janeiro de 2017, passou a fazer parte da nova comuna de Jaunay-Marigny.